# Приз IBM

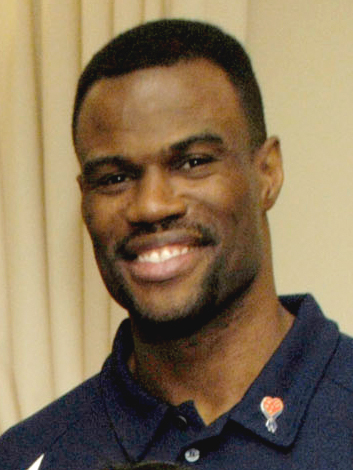
Центровой Дэвид Робинсон - обладатель пяти призов IBM.

Приз IBM (англ. IBM Award) — трофей Национальной баскетбольной ассоциации, вручавшийся с 1984 по 2002 год. Премия спонсировалась технологической компанией IBM и вычислялась компьютерной формулой, которая измеряла статистический вклад баскетболиста в игру его команды, лучший по данному показателю получал трофей. Первым, кто получил приз, был Мэджик Джонсон из «Лос-Анджелес Лейкерс», последним - Тим Данкан («Сан-Антонио Спёрс»).
Большинство игроков, которые выиграли награду, были форвардами или центровыми, многие обладатели приза окончили сезон лидерами по подборам. Награда была вручена 19 раз, шесть раз игрокам «Сан-Антонио Спёрс», по три раза - «Филадельфии 76» и «Лос-Анджелес Лейкерс», дважды - «Чикаго Буллз» и «Детройт Пистонс». Дэвид Робинсон получил пять призов IBM, Чарльз Баркли - три, а Майкл Джордан и Шакил О’Нил - по два.
Все обладатели приза включены в Зал славы баскетбола. Майкл Джордан, Дэвид Робинсон, Чарльз Баркли, Мэджик Джонсон, Тим Данкан, Шакил О’Нил, Карл Мэлоун и Хаким Оладжьювон также получали приз Самому ценному игроку НБА. Робинсон, О’Нил и Данкан выиграли обе награды в одном сезоне. Джордан, Робинсон, Оладжьювон, Деннис Родман и Дикембе Мутомбо получали приз Лучшему оборонительному игроку НБА. Оладжьювон - единственный игрок, который выиграл оба приза в одном сезоне. Грант Хилл - единственный лауреат премии IBM, который не получал в своей карьере приз MVP или «Защитник года». О’Нил - единственный игрок, выигравший приз IBM и чемпионат НБА в одном сезоне. Он делал это как в сезоне 1999/00, так и в 2000/01, также став этих сезонах MVP финала. Джордан и Робинсон являются единственными игроками, получившими приз IBM в своём первом сезоне в лиге, оба также выиграли награду Новичок года НБА в те годы. Двое из лауреатов премии родились за пределами США: Оладжьювон (Нигерия) и Мутомбо (Заир). Данкан родился на Американских Виргинских островах. Приз был последний раз вручён в 2002 году. После того как Тим Данкан завершил карьеру в НБА после сезона 2015/16, в лиге больше не играют обладатели приза IBM.
Приз IBM изначально назывался Pivotal Player Award и спонсировался бритвенной компанией Schick.

## Обладатели приза

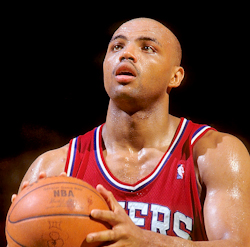
Чарльз Баркли выиграл три приза IBM.

|           | Отмечены игроки, выступающие в НБА по сей день |
|           | Избраны в Зал славы баскетбола                 |
| Игрок (Х) | Количество выигранных призов IBM               |

| Сезон   | Игрок              | Позиция | Национальность | Команда                     |
| ------- | ------------------ | ------- | -------------- | --------------------------- |
| 1983/84 | Мэджик Джонсон     | РЗ      | США            | Лос-Анджелес Лейкерс        |
| 1984/85 | Майкл Джордан      | АЗ      | США            | Чикаго Буллз                |
| 1985/86 | Чарльз Баркли      | ТФ      | США            | Филадельфия Севенти Сиксерс |
| 1986/87 | Чарльз Баркли (2)  | ТФ      | США            | Филадельфия Севенти Сиксерс |
| 1987/88 | Чарльз Баркли (3)  | ТФ      | США            | Филадельфия Севенти Сиксерс |
| 1988/89 | Майкл Джордан (2)  | АЗ      | США            | Чикаго Буллз                |
| 1989/90 | Дэвид Робинсон     | Ц       | США            | Сан-Антонио Спёрс           |
| 1990/91 | Дэвид Робинсон (2) | Ц       | США            | Сан-Антонио Спёрс           |
| 1991/92 | Деннис Родман      | ТФ      | США            | Детройт Пистонс             |
| 1992/93 | Хаким Оладжьювон   | Ц       | Нигерия        | Хьюстон Рокетс              |
| 1993/94 | Дэвид Робинсон (3) | Ц       | США            | Сан-Антонио Спёрс           |
| 1994/95 | Дэвид Робинсон (4) | Ц       | США            | Сан-Антонио Спёрс           |
| 1995/96 | Дэвид Робинсон (5) | Ц       | США            | Сан-Антонио Спёрс           |
| 1996/97 | Грант Хилл         | ЛФ      | США            | Детройт Пистонс             |
| 1997/98 | Карл Мэлоун        | ТФ      | США            | Юта Джаз                    |
| 1998/99 | Дикембе Мутомбо    | Ц       | Заир           | Атланта Хокс                |
| 1999/00 | Шакил О’Нил        | Ц       | США            | Лос-Анджелес Лейкерс        |
| 2000/01 | Шакил О’Нил (2)    | Ц       | США            | Лос-Анджелес Лейкерс        |
| 2001/02 | Тим Данкан         | ТФ/Ц    | США            | Сан-Антонио Спёрс           |

## Формула
Приз IBM рассчитывался по следующей формуле:
{\displaystyle {\frac {(\mathrm {plyr\ PTS} -\mathrm {plyr\ FGA} +\mathrm {plyr\ REB} +\mathrm {plyr\ AST} +\mathrm {plyr\ STL} +\mathrm {plyr\ BLK} -\mathrm {plyr\ PF} -\mathrm {plyr\ TO} +(\mathrm {team\ wins} \times 10))\times 250}{\mathrm {team\ PTS} -\mathrm {team\ FGA} +\mathrm {team\ REB} +\mathrm {team\ AST} +\mathrm {team\ STL} +\mathrm {team\ BLK} -\mathrm {team\ PF} -\mathrm {team\ TO} }}}
В формуле plyr обозначает игрок, PTS - очки, FGA - процент попаданий с игры, REB - подборы, AST - передачи, STL - перехваты, BLK - блок-шоты, PF - фолы и TO - потери. Приз вручался игроку с наибольшим количеством общих очков по формуле.
Эта формула имеет некоторое сходство с рейтингом эффективности игрока, и многие обладатели приза IBM выиграли или приблизились к этому рейтингу в том сезоне, когда получили приз IBM.

## Комментарии
1. ↑  Также получил в этом сезоне приз Лучшему оборонительному игроку НБА[6].
2. ↑  Хаким Оладжьювон родился в Нигерии, но стал натурализованным гражданином США в 1993 году[9].
3. ↑  Также получил в этом сезоне приз Самому ценному игроку НБА[5].
4. ↑  Заир был переименован в Демократическую Республику Конго в мае 1997 года[12].
5. ↑  Также получил в этом сезоне приз Самому ценному игроку НБА[5].
6. ↑  Также получил в этом сезоне приз Самому ценному игроку НБА[5].
7. ↑  Тим Данкан родился на Американских Виргинских островах, но является гражданином США и играл за олимпийскую сборную этой страны[13]. Несмотря на это, НБА считает его иностранным игроком[10].